# Herøya (Møre og Romsdal)
Herøya ist eine Insel an der westnorwegischen Küste mitten im Herøyfjord (Fylke Møre og Romsdal).
Nach der Insel Herøya sind die Kirchengemeinde, das Thing und die Kommune Herøy benannt. Auf dem Gelände des heutigen Herøy Kystmuseums befand sich ursprünglich eine im romanischen Stil erbaute Steinkirche, die 1859 abgerissen und durch eine Holzkirche ersetzt wurde. Diese wurde wiederum 1916 abgerissen und durch eine neue Kirche in Fosnavåg, die Herøy kyrkje, ersetzt. Die Grundmauern der alten Kirche sind jedoch noch heute vorhanden.
Herøya war schon zur Wikingerzeit ein bekannter Hafen und Handelsplatz. Die Geschichte berichtet von einem dramatischen Treffen zwischen König Olav Haraldsson und dem Wikinger Møre-Karl im Jahr 1027. Das jährlich im Juli aufgeführtes Freilichtspiel „Kongens Ring“ (Der Ring des Königs) rankt sich um diese Begegnung.
Die Insel besitzt, wie alle Inseln der Kommune Herøy, eine Brückenverbindung mit dem Festland und ist ohne Fähre leicht zu erreichen.